# Pedro Fernández Cantero
Pedro Fernández Cantero   (Concepción, 29 d'abril de 1946 - Granada, 21 de novembre de 2020) fou un futbolista paraguaià de les dècades de 1960 i 1970.

## Trajectòria
Va jugar com a semi-professional al San Lorenzo, i a continuació durant una temporada i mitja al Club Cerro Porteño. L'any 1967 fitxà FC Barcelona, on jugà durant dues temporades un total de 38 partits, i guanyà una Copa d'Espanya (1968). El 1969 fou traspassat al Granada CF, club on visqué la seva millor etapa esportiva. En aquest club jugà un total de nou temporades, set d'elles a primera divisió.